# Screaming Trees
Screaming Trees var ett grungeband från Ellensburg, Washington, USA som bildades  1985 och upplöstes 2000. Deras musik kan beskrivas som en blandning av psykedelisk rock och punk tillsammans med det "smutsiga" gitarrljud som karaktäriserade grungen. Deras första skiva släpptes 1985 och Uncle Anesthesia, deras debut på Sony-ägda Epic Records producerades av Chris Cornell men det närmaste bandet någonsin kom ett genombrott var Sweet Oblivion som kom 1992.

## Medlemmar
- Mark Lanegan - sång
- Gary Lee Conner - gitarr
- Van Conner - bas
- Barrett Martin - trummor (1991-2000)
- Mark Pickerel - trummor (1985-1991)

## Diskografi
- 1986 – Clairvoyance
- 1987 – Even If and Especially When
- 1988 – Invisible Lantern
- 1989 – Buzz Factory
- 1991 – Uncle Anesthesia
- 1992 – Sweet Oblivion
- 1996 – Dust